# Governo Rattazzi II
Il Governo Rattazzi II è stato il nono esecutivo del Regno d'Italia, il secondo guidato da Urbano Rattazzi. 
Esso, nato in seguito alle dimissioni del precedente governo ed in occasione delle elezioni politiche, è stato in carica dal 10 aprile al 27 ottobre 1867 (sebbene già dimissionario dal 19 ottobre), per un totale di 200 giorni, ovvero 6 mesi e 17 giorni. 

## Compagine di governo

### Appartenenza politica
| Partito | Partito                 | Presidente | Ministri | Totale |
| ------- | ----------------------- | ---------- | -------- | ------ |
|         | Sinistra storica        | 1          | 2        | 3      |
|         | Indipendente (politica) | -          | 5        | 5      |

### Provenienza geografica
La provenienza geografica dei membri del Consiglio dei ministri si può così riassumere:
| Regione  | Presidente | Ministri | Totale |
| -------- | ---------- | -------- | ------ |
| Piemonte | 1          | 2        | 3      |
| Liguria  | -          | 2        | 2      |
| Abruzzo  | -          | 1        | 1      |
| Umbria   | -          | 1        | 1      |
| Veneto   | -          | 1        | 1      |

### Situazione parlamentare
NOTA: Ai tempi del Regno d'Italia, poiché secondo lo Statuto Albertino il governo rispondeva nei fatti al solo Re, la fiducia parlamentare in senso moderno non era obbligatoria (ed in tal senso vari sono stati i casi di formazione di un governo palesemente privo di tale supporto). La prassi di determinare la sopravvivenza dell’esecutivo in base al supporto parlamentare, dunque, si è andata sviluppando solo successivamente, specie con l’ascesa dei partiti di massa e con l’introduzione del sistema proporzionale, in tempi molto più tardi rispetto all’unità, ed ufficialmente solo con la Costituzione della Repubblica Italiana. Per questo motivo, il grafico sottostante espone, secondo ricostruzioni e dichiarazioni, nonché secondo la composizione del governo, l’eventuale supporto che questo avrebbe o ha ottenuto.
| Camera              | Collocazione | Partiti              | Seggi     |
| ------------------- | ------------ | -------------------- | --------- |
| Camera dei deputati | Maggioranza  | DEM (225), IND (117) | 342 / 493 |
| Camera dei deputati | Opposizione  | PLC (151)            | 151 / 493 |

## Composizione
| Carica                                | Titolare                                                             | Titolare                                                             | Titolare                                                             |
| Presidenza del Consiglio dei ministri | Presidenza del Consiglio dei ministri                                | Presidenza del Consiglio dei ministri                                | Presidenza del Consiglio dei ministri                                |
| ------------------------------------- | -------------------------------------------------------------------- | -------------------------------------------------------------------- | -------------------------------------------------------------------- |
| Presidente del Consiglio dei ministri |                                                                      |                                                                      | Urbano Rattazzi (Sinistra storica)                                   |
| Ministero                             | Ministri                                                             | Ministri                                                             | Ministri                                                             |
| Affari Esteri                         | Federico Pescetto (Indipendente) Ad interim (fino al 12 aprile 1867) | Federico Pescetto (Indipendente) Ad interim (fino al 12 aprile 1867) | Federico Pescetto (Indipendente) Ad interim (fino al 12 aprile 1867) |
| Affari Esteri                         |                                                                      | Pompeo di Campello (Indipendente) (dal 12 aprile 1867)               |                                                                      |
| Agricoltura, Industria e Commercio    |                                                                      |                                                                      | Francesco De Blasiis (Sinistra storica)                              |
| Lavori Pubblici                       |                                                                      |                                                                      | Antonio Giovanola (Indipendente)                                     |
| Interno                               |                                                                      |                                                                      | Urbano Rattazzi (Sinistra storica)                                   |
| Pubblica Istruzione                   |                                                                      |                                                                      | Michele Coppino (Sinistra storica)                                   |
| Guerra                                |                                                                      |                                                                      | Genova Giovanni Thaon di Revel (Indipendente)                        |
| Marina                                |                                                                      |                                                                      | Federico Pescetto (Indipendente)                                     |
| Finanze                               |                                                                      |                                                                      | Francesco Ferrara (Sinistra storica) (fino al 5 luglio 1867)         |
| Finanze                               | Urbano Rattazzi (Sinistra storica) Ad interim (dal 12 aprile 1867)   |                                                                      |                                                                      |
| Grazia e Giustizia e Culti            |                                                                      |                                                                      | Sebastiano Tecchio (Indipendente)                                    |

## Cronologia

### 1867
- 10 aprile - Il Governo giura nelle mani del Re.
- 19 ottobre - In seguito agli eventi della Battaglia di Mentana e non avendo acconsentito il Re all’attuazione del piano Rattazzi per l’occupazione dello Stato Pontificio senza il consenso di Napoleone III, il governo si dimette. Il Re affida l’incarico al gen. Enrico Cialdini, ma questo rifiuta.
- 27 ottobre - Conferito l’incarico al gen. Luigi Federico Menabrea, questi lo accetta e forma il nuovo governo. Termina formalmente l’esperienza dell’esecutivo.